# Joseph Ginet
Pour les articles homonymes, voir Ginet.
Joseph Ginet (italianisé en Giuseppe Ginet), né le 25 février 1801 à Rumilly (Haute-Savoie) et mort le 23 août 1872 à Sales (Haute-Savoie), est un avocat et homme politique du royaume de Sardaigne.

## Biographie

### Origines
Joseph Ginet naît le 25 février 1801 à Rumilly (Haute-Savoie),, alors dans le département du Mont-Blanc. Le duché de Savoie a été annexé à la France en 1792.
Les Ginet sont une famille de notables, possédant des branches en Albanais (Rumilly) et en Chautagne.

### Carrière
Joseph Ginet effectue des études de droit et obtient un doctorat. Il devient avocat. Il devient attaché au ministère de l'intérieur du royaume de Sardaigne, en 1826. Il est par la suite, successivement, fait sous-secrétaire, puis secrétaire au ministère de Grâce et de Justice.
La Constitution de 1848 ouvre de nouvelles perspectives politiques. Joseph Ginet est choisi pour représenter la Savoie pour le collège électoral de Rumilly et son mandement à la Chambre des députés du parlement du royaume de Sardaigne à Turin, à la suite de la démission le 18 octobre 1848 de Joseph-Louis-Thomas Girod, lors de la Ire législature. Il reste en place lors de la législature suivante, qui prend fin en décembre 1849. L'historien François Miquet le donne comme député de la IIIe législature, à la place de Gaspard Brunet.
Il succède par la suite à Timoléon Chapperon pour les Ve, VIe et VIIe législatures.
Il est nommé syndic de Sales.

### Débat sur l'avenir de la Savoie
Lors des débats précédent la réunion du duché à la France, il est favorable au projet, faisant partie de la délégation de 41 savoisiens menée par le comte Amédée Greyfié de Bellecombe et envoyée auprès de l'Empereur Napoléon III. Les conseils divisionnaires du duché se réunissent le 21 mars 1860 et décident de l'envoi d'une délégation de 41 Savoisiens (nobles, bourgeois, officiers ministériels) favorables à l'annexion. La délégation menée par le comte Amédée Greyfié de Bellecombe, comprend pour la province de Chambéry le député d'Aix Gustave de Martinel, les conseillers provinciaux Louis Bérard, Maurice Blanc, Ernest de Boigne, les barons Frédéric d'Alexandry d'Orengiani et Louis Girod de Montfalcon, ainsi que Charles Bertier, Alexis Falcoz, Pierre-Louis Besson, l'avocat Antoine Bourbon, le docteur Dardel, Jacques Prosper Degaillon, Charles François, Félix Gruat, Pierre Viviand, Savey-Guerraz et le major de la Garde nationale Vuagnat. La province d'Annecy est représentée par les députés Albert-Eugène Lachenal, Joseph Ginet (Rumilly), Hippolyte Pissard (Saint-Julien) et Jacques Replat (Annecy), accompagnés par Claude Bastian (ancien député de Saint-Julien), Dufour, les barons Scipion Ruphy (Annecy) et Jules Blanc (Faverges), François Bétrix (directeur de la Banque de Savoie), le docteur Descotes, Magnin, Masset, Alexis Rollier. À noter que le Chablais, plutôt favorable à un rapprochement avec la Suisse voisine n'envoie que Édouard Dessaix, Félix Jordan, François Ramel et Gustave Folliet.
Le journaliste Maxime Vauvert relate l'événement dans Le Monde illustré du 31 mars 1860 (p. 214) « Une députation de quarante-et-un conseillers provinciaux et de conseillers municipaux des principales villes de la Savoie, a été reçue le jeudi 22 (sic !), par l'empereur, dans le salon Louis XIV, aux Tuileries. L'impératrice et le prince impérial assistaient à cette réception. M. le comte Greyfié de Bellecombe, président de la députation, a présenté à Sa Majesté les adresses de ses concitoyens qui, des bords du lac Léman aux vallées du Mont-Cenis, envoient à sa majesté leurs vœux et leurs espérances. »
Le duché de Savoie est uni en juin au Second Empire, à la suite du traité de Turin, signé en mars.
Joseph Ginet meurt le 23 août 1872, à Sales (Haute-Savoie).

## Décorations
Joseph Ginet a été fait, :
- Officier de l'ordre des Saints-Maurice-et-Lazare

- Officier de l'ordre de la Couronne d'Italie

- Chevalier de la Légion d'honneur